# روبرت آرثر تايلور
روبرت آرثر تايلور (بالإنجليزية: Robert Arthur Taylor)‏ هو سياسي بريطاني (وحمل سابقاً جنسية المملكة المتحدة لبريطانيا العظمى وأيرلندا)، ولد في 1886، وتوفي في 5 أبريل 1934. في الانتخابات العامة في المملكة المتحدة 1924 ‏، انتخب عضو برلمان المملكة المتحدة الـ34 عن دائرة لينكن (29 أكتوبر 1924 – 10 مايو 1929) وفي الانتخابات العامة في المملكة المتحدة 1929 ‏، انتخب عضو برلمان المملكة المتحدة الـ35 عن دائرة لينكن (30 مايو 1929 – 7 أكتوبر 1931).